# Cordilheira Bética

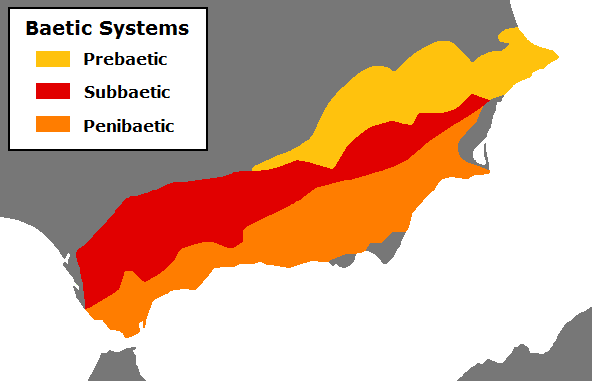
Localização do Sistema Bético

As Cordilheira Bética ou Sistema Bético é um conjunto de sistemas montanhosos que se estende a sul da Península Ibérica, desde o golfo de Cádis até Alicante e Baleares. Faz parte do Arco de Gibraltar e subdivide-se nas cordilheiras Prebética, Subbética e Penibética.
É o mais importante dos sistemas montanhosos da Espanha, com um comprimento de mais de 600 quilômetros, estendendo-se de Gibraltar até ao Cabo da Nao e que mesmo contínua por baixo do mar para reaparecer nas ilhas Baleares. Seu extremo mais estreito é na zona de Gibraltar e vai-se alongando para a zona oriental, onde se põe em contato com o zócalo herciniano do planalto.